# San Pablo
San Pablo – miasto na Filipinach w regionie CALABARZON, w południowo-zachodniej części wyspy Luzon, na południe od jeziora Laguna de Bay.
W 2010 roku liczyło 248 890 mieszkańców.
W mieście rozwinął się przemysł odzieżowy oraz obuwniczy.